# Earth Defense Force: Insect Armageddon
Az Earth Defense Force: Insect Armageddon third-person shooter videójáték, melyet a Vicious Cycle Software fejlesztett és a D3 Publisher jelentetett meg PlayStation 3, Xbox 360 és Microsoft Windows platformokra. A játék az Earth Defense Force 2017 folytatása.

## Cselekmény
Az EDF a kitalált New Detroit városát védelmezi a földönkívüli megszállással szemben biotechnológiai úton előállított rovarok segítségével. A játékos a Lightning Alpha nevű katonát, a Strike Force Lightning néven ismert elitosztag kapitányát irányíthatja. A játékosnak a két csapattársa mellett általában az adott területeket védő EDF egységek is a segítségére vannak, bár utóbbiak jóval kisebb hatékonysággal bírnak mint a Lightning katonák.
Az Insect Armageddon története három fejezetre van felosztva, amik további öt-öt bevetésre vannak lebontva. Az első fejezet a játék megismertetését hivatott ellátni, míg a másodikban a Strike Force Lightning az ipari New Detroit városát átfésülve fényt derít számos lelőtt Lander, valamint azok pilótáinak és rakományainak sorsára. Csak az egyik bizonyul megmenthetőnek, pilótája a higgadt Sully kapitány lesz, aki a játék későbbi küldetései alatt ismét feltűnik. A harmadik fejezet Lightning történetét követi, amely során rátalálnak a „kockára” (The Cube), amit egy New Detroit szívében található fészekbe kell eljuttatniuk. Mielőtt telepíthették volna azt megjelenik a hangyakirálynő a fészekből, ezzel rákényszerítve a Lightningot, hogy megküzdjenek vele és, hogy biztosítsák a leszállási zónát.
Miután a királynő és a csatlósai elpusztulnak a kockát beledobják a fészek közepébe és a Lightning a kitelepítési zóna felé veszi az irányt. Amint a Landerük leszállna feltűnik az égen egy új Ravager anyahajó, majd lelövi a Landert. A Lightning összefut az Echo és az X-Ray egységekkel, akik olyan EDF egységek, akik New Detroit központjában ragadtak és nem számíthatnak evakuációra. Együttes erővel egy másik evakuációs zóna felé veszik az irányít, ahol meg kell küzdeniük számos Hectorral, hatalmas Ravager mecha lépegetővel, amíg Sully kapitány meg nem menti őket, aki ezzel megsértette az EDF repüléstilalmi zónáját.

## Játékmenet
A játékosok Lightning Alpha szerepét ölthetik magukra, és számtalan hatalmas és halálos rovarszerű és mecha ellenséggel kell felvenniük a harcot. Az Insect Armageddon túlnyomó részt New Detroit városában játszódik, ami egy összpontosított bogárinvázió célpontja, amit csak az EDF tud megállítani. A játék grafikája jelentősen javult az elődeihez képest, azonban továbbra is megtartotta azok játéktermi shooter fizikáját. A járművek irányítását is finomhangolták, és megjelentek a több mint egy játékos által vezérelhető harckocsik és mecha járművek. A játékos a teljesítményért virtuális pénzjutalomban részesül, amelyet számos különböző dologra válthat be.
Az Insect Armageddonban több, mint 300 fegyver érhető el. Ezek egy új megnyitási rendszerben vásárolhatóak meg, amely részlegesen lecseréli a sorozat korábbi tagjainak rendszerét, bár néhány fegyvert kizárólag az elitegységek hullajtanak el maguk után. A játékban négy karakterosztály választható, mindegyik különleges funkciókkal és egyedi fegyverekkel van felszerelve. Az összes páncél testre szabható.
A Trooper Armor gyalogsági páncélzat az EDF katonák szabvány felszerelése. Több fegyver érhető el hozzá mint bármely másik karakterosztályhoz, és a fejleszthető képességeinek hála sokoldalú, mindenre alkalmas egységet képeznek. A Trooper Armor az egyetlen páncélzat, ami választható a Survival módban.
A Jet Armor egy olyan ruha, amely segítségével a Lightning Alpha a levegőben is felveheti a harcot az idegenekkel. Ezen páncélzat energiát használ a fegyverek újratöltéséhez. A ruha részét képező jet packnek hála ez a legmozgékonyabb egység a játékban, viszont ezzel együtt a leggyengébb védelemmel ellátott is.
A Tactical Armor páncélzat a széles körű támogatóegység szerepét hivatott ellátni, az egyetlen olyan osztály, amely képes ágyúk, aknák vagy radartányérok telepítésére.
A Battle Armor páncélzat a játékost gyakorlatilag egy sétáló harckocsivá teszi, ami ugyan lassú, de rendkívül erős, és egy hordozható energiapajzzsal van felszerelve, valamint a játék legerősebb fegyvereit is használhatják. A csatapáncélzat az egész energiatartalékát is kiszabadíthatja egy hatalmas energiahullámban, amely minden hatósugarában lévő dolgot megsebez.
A játékban osztott képernyős és online co-op játékmód is van. Egy hatjátékos túlélőmód (Survival) is megtalálható, amelyben egy EDF egységnek kell feltartóztatni a lehető legtovább ideig a bogarak végeláthatatlan hullámait.
A D3 Publisher több letölthető tartalmat is megjelentett, köztük a Pounds of Pain csomagot, amely 15 fegyvert tartalmaz, elsősorban a Battle Armorhoz, de néhányát a Trooper és a Tactical Armor részére is. A Death From Above csomag szintén 15 fegyvert tartalmaz, ám ezúttal elsősorban a Jet Armorhoz, illetve néhányát a Trooper és a Tactical Armorhoz is.

## Fogadtatás
| Összegzőoldal | Értékelés     |
| ------------- | ------------- |
| Metacritic    | (X360) 68/100 |

| Szerző | Értékelés |
| ------ | --------- |
| MMGN   | 7/10      |

Az Earth Defense Force: Insect Armageddon közepes és pozitív kritikában részesült, és 68 ponton áll a Metacritic gyűjtőoldalon. Az MMGN 7/10 pontszámmal jutalmazta a játékot, amely szerintük „egyszerű és végtelenül kielégítő”, amiből azonban „hiányzik a sokféleség és a mélység.”